# Street food

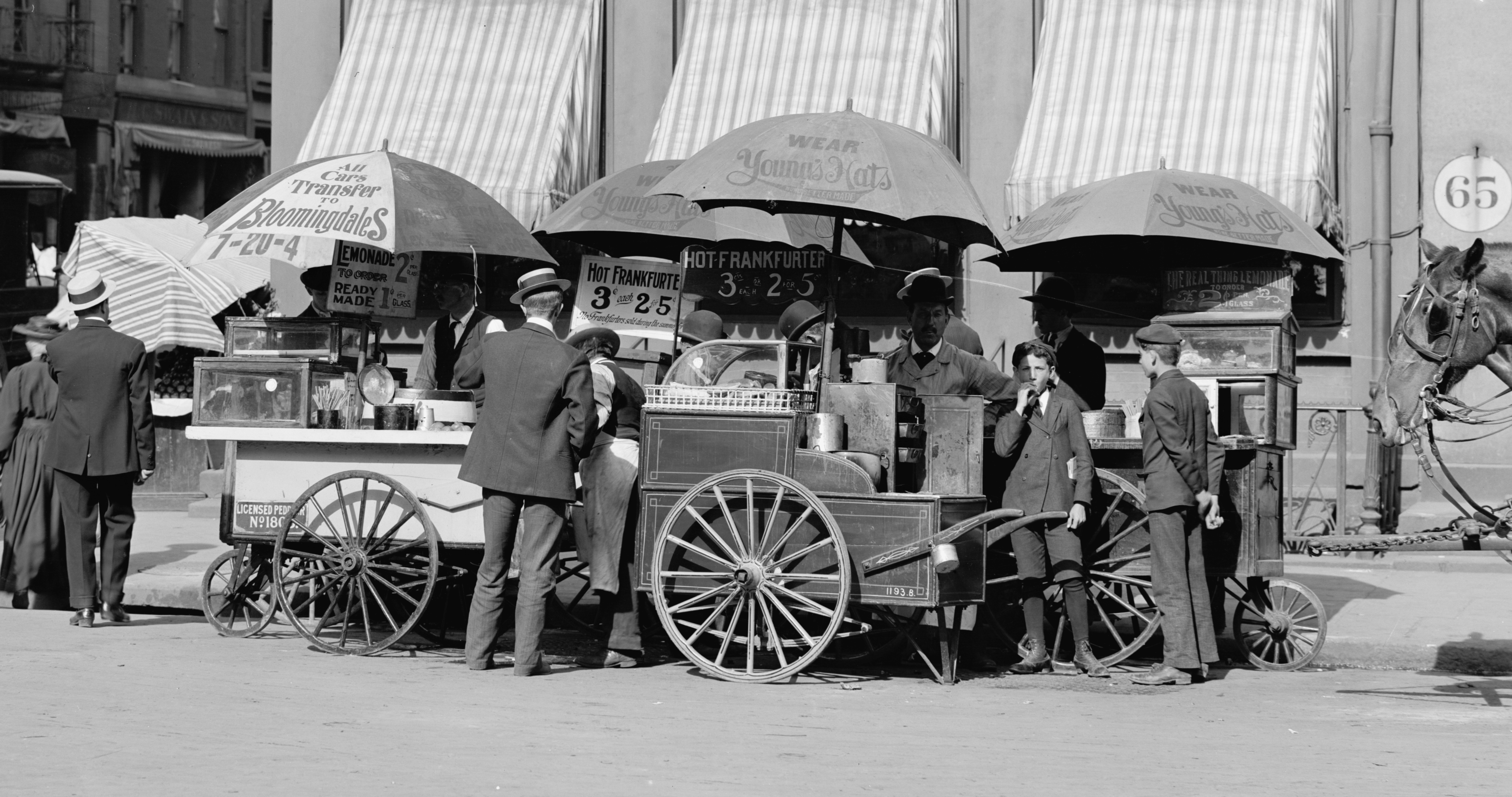
Street food na ulicach Nowego Jorku, ok. 1906

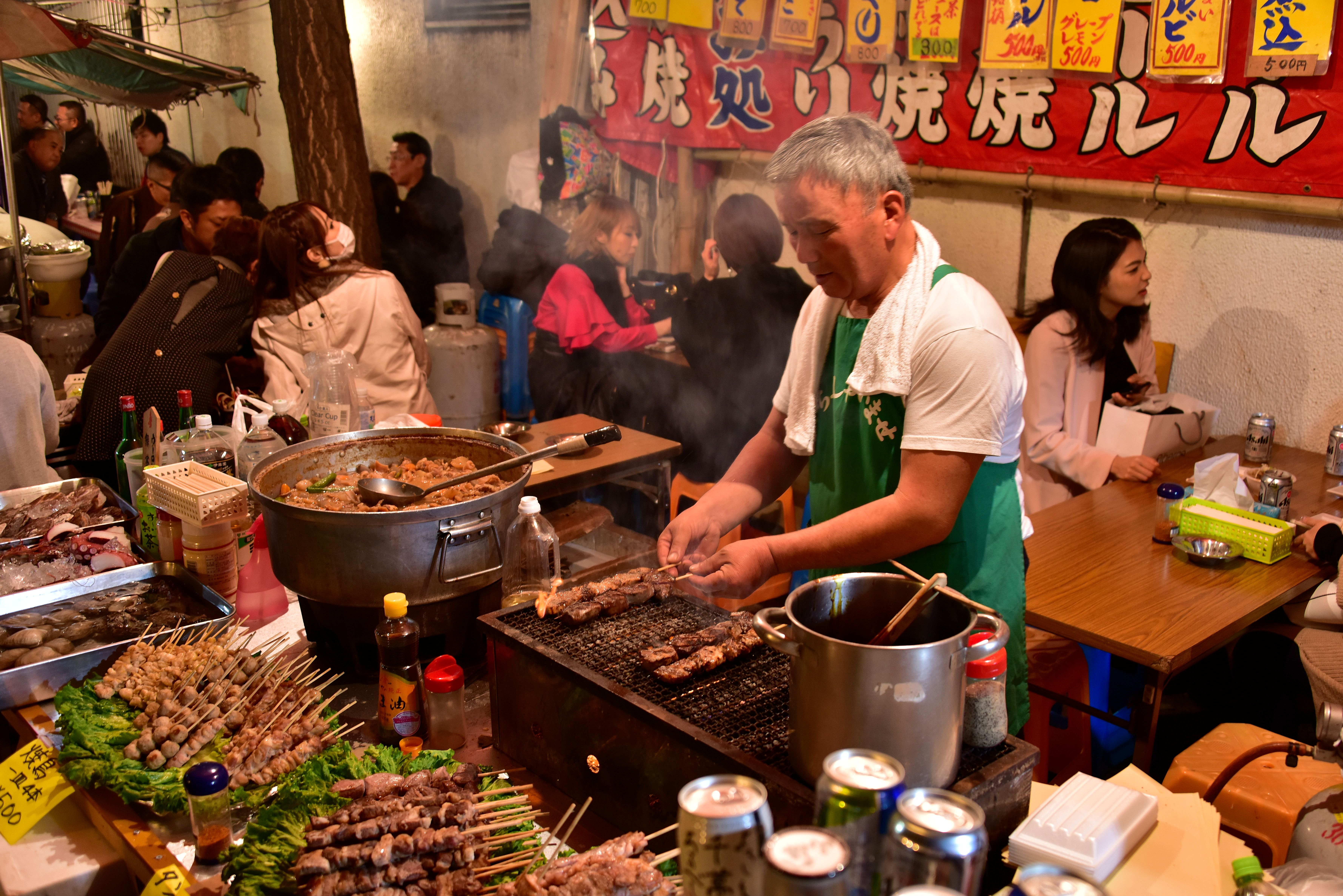
Street food w Tokio

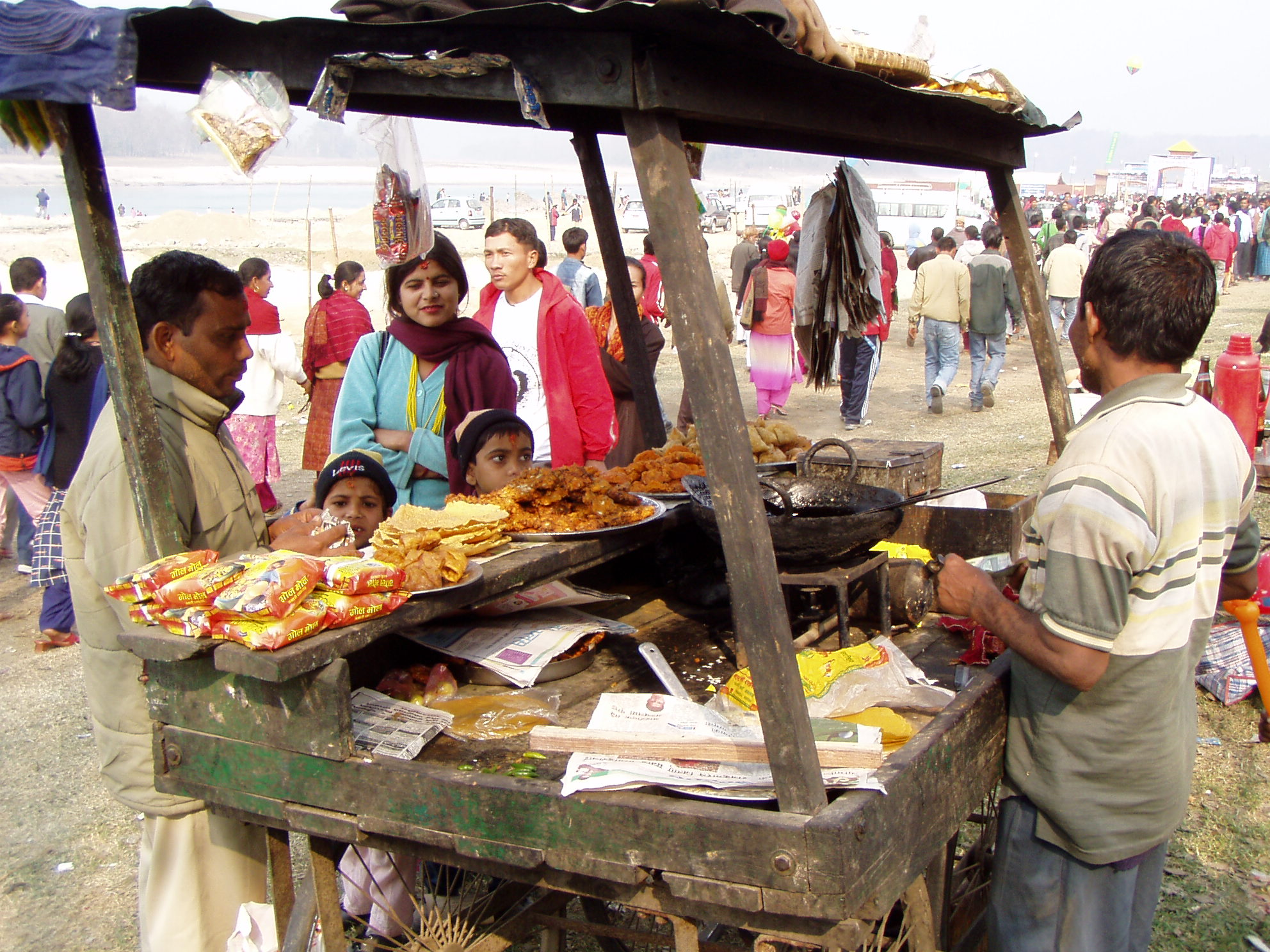
Street food w Nepalu

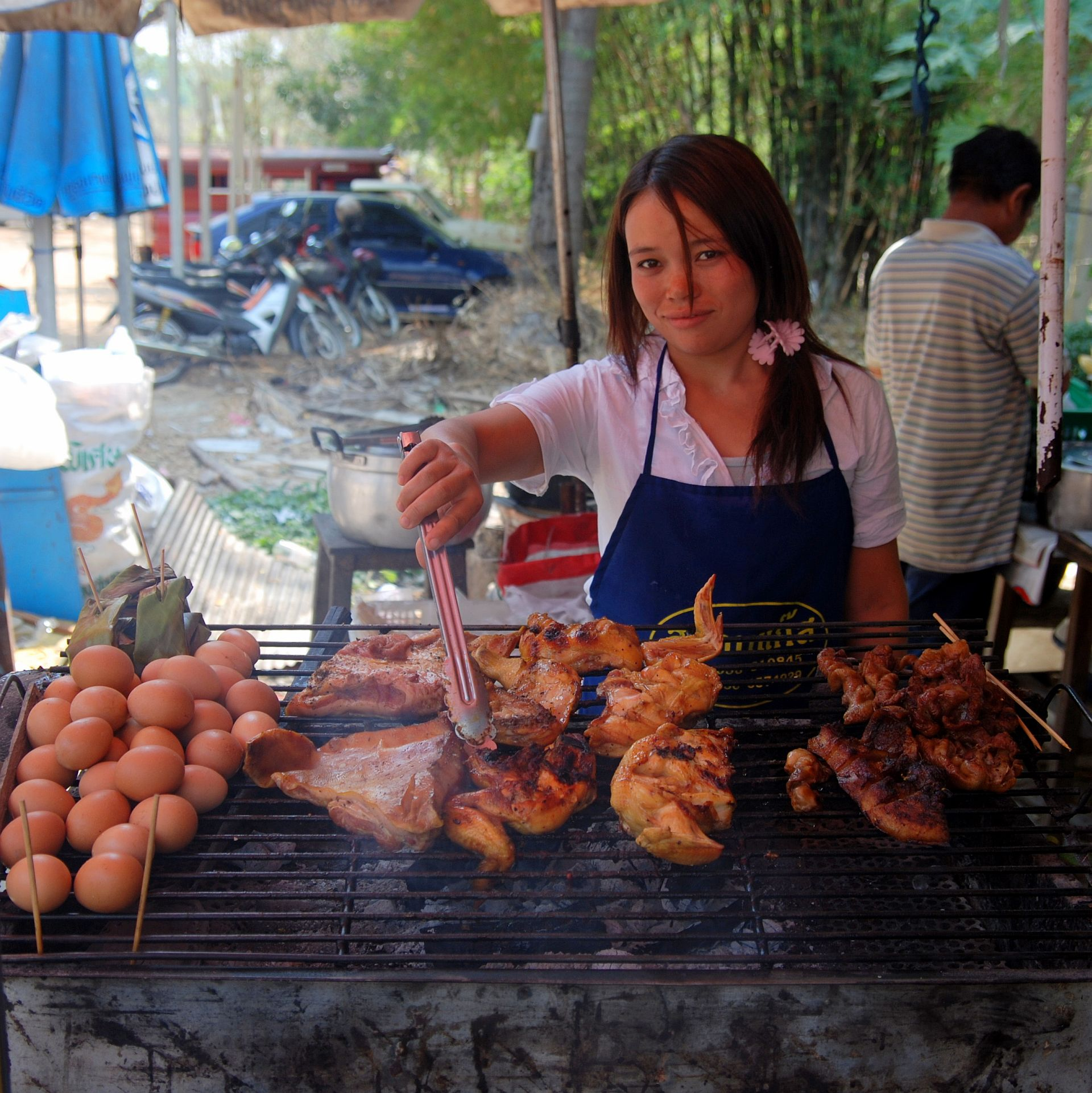
Street food w Chiang Mai w Tajlandii

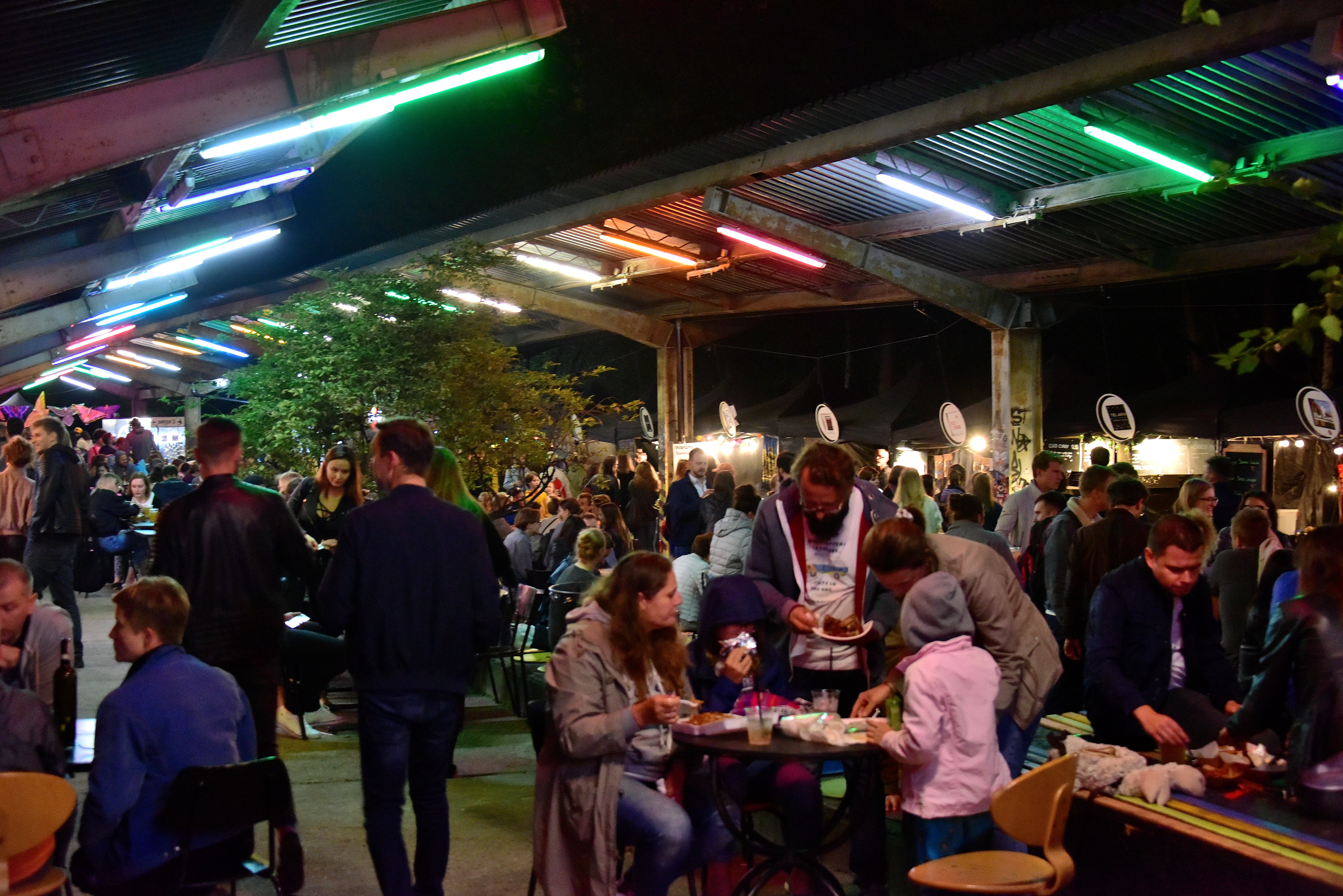
Nocny Market ze street foodem na nieczynnym peronie stacji Warszawa Główna Osobowa w Warszawie

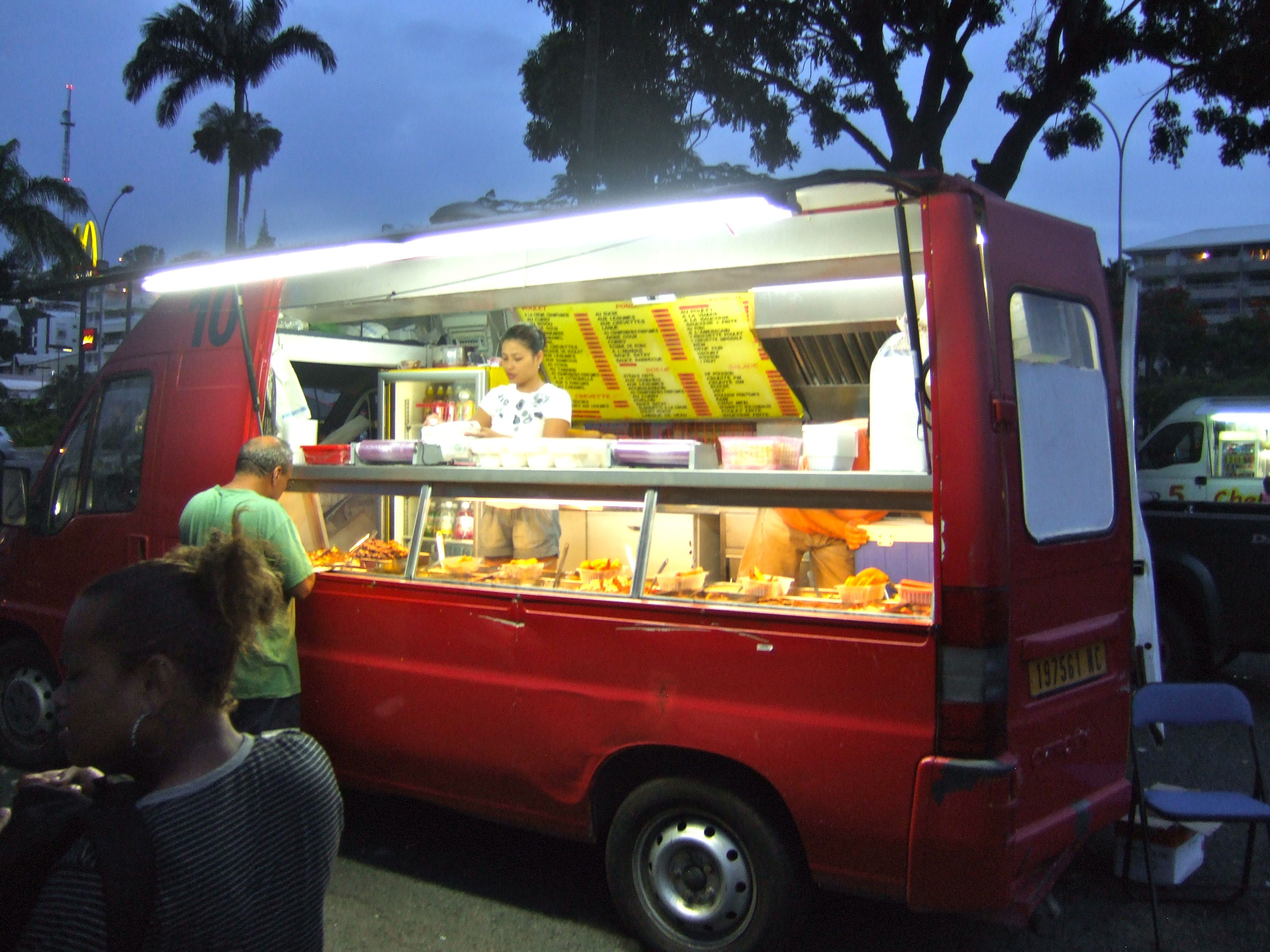
Food truck w Numea

Street food (z ang. „żywność z ulicy”) – rodzaj pożywienia gotowego do spożycia, sprzedawanego na ulicy lub w innych miejscach publicznych (targ, bazar), często z zaimprowizowanego stanowiska, na którym potrawa jest przyrządzana. Większość street food zalicza się do kategorii fast food lub finger food, jest też z reguły tańsza niż posiłki kupowane w obiektach żywienia zbiorowego (restauracje, bary, jadłodajnie). Oprócz niskiej ceny wybór jedzenia typu street food może wynikać z jej specyficznego smaku, nostalgii, a także ciekawości i próby poznania smaku lokalnych specjalności.

## Historia
Przykłady sprzedawania żywności gotowej do spożycia na ulicach miast spotykamy już w czasach starożytnych. W starożytnej Grecji były to zazwyczaj suszone ryby. Znacznie bogatszy repertuar potraw oferowano na ulicach starożytnego Rzymu, w tym zupę z ciecierzycy, podawaną z pieczywem i makaronem. Kupowali je zazwyczaj ubodzy mieszkańcy miasta, którzy nie mieli możliwości przyrządzenia w domu ciepłego posiłku.
W miastach Turcji osmańskiej powszechnie spotykano sprzedawców kebabów i pilawu, a także różnych przekąsek z opiekanego na rożnie mięsa. Walter Thornbury, który w 1859 odwiedził Stambuł, pisał o tureckiej street food jako wyjątkowo schludnej i dobrze przyrządzonej.
Bogaty repertuar dań sprzedawanych na ulicy spotykano w miastach azteckich przed pojawieniem się Europejczyków. Były wśród nich atolli (przygotowywane z mąki kukurydzianej), kilkadziesiąt odmian tamal, a także pieczone insekty Hiszpańska kolonizacja Peru spowodowała zanik tradycyjnych potraw, a ich miejsce na ulicznych stoiskach zajęła pieczona wołowina.
W Ameryce czasów kolonialnych na ulicach miast sprzedawano kukurydzę, ostrygi, a także słodycze. W 1707 po raz pierwszy w Nowym Jorku zabroniono ulicznej sprzedaży potraw gotowych do spożycia. Większość street food sprzedawanych w Stanach Zjednoczonych w XIX w. stanowiły ciastka i słodkie przekąski, a ich sprzedażą trudniły się głównie czarnoskóre kobiety. Oferta street food w XIX-wiecznym Londynie obejmowała kilka zup (grochówka, flaki, potem także przywieziony z Azji ramen), smażony groch, ślimaki, owoce morza i przyrządzaną z węgorza tzw. jellied eels. 19 stycznia 1869, w czasie obrad Izby Gmin jeden z deputowanych zarzucał politykom, że kupują głosy wyborcze oferując ubogim street food.
W połowie XIX w. na ulicznych stoiskach we Francji pojawiły się frytki, które do dziś stanowią jeden z najpopularniejszych w Europie posiłków, sprzedawanych na ulicy. W tym czasie na ziemiach polskich najczęściej spotykaną formą street food oprócz ciastek były sprzedawane w zaborze rosyjskim ciepłe placki nadziewane serem lub mięsem oraz owoce kandyzowane.

## Współczesnystreet food
W skali świata street food wykazuje współcześnie znaczące zróżnicowanie nie tylko pod względem zestawu dań, ale kulturowych uwarunkowań. W Nigerii i Tajlandii sprzedażą street food zajmują się zwyczajowo kobiety, w Bangladeszu wśród sprzedawców dominują mężczyźni. Na Półwyspie Bałkańskim wśród sprzedawców potraw sprzedawanych na ulicy dominują mężczyźni. Zazwyczaj street food jest traktowana jako gorsza forma posiłku, jednak w przypadku Filipin stanowi tylko odmienną formę jedzenia posiłku od tego, który spożywany jest w domu.
W wielu kulturach jedzenie posiłku na ulicy jest zachowaniem dyskredytującym dobrze wychowanego człowieka (Japonia). W Polsce jedzenie posiłku na ulicy traktowane jeszcze w połowie XX w. jako typowe dla nizin społecznych stało się współcześnie znacznie bardziej akceptowane i tolerowane.
Gwałtowny wzrost sprzedaży produktów typu street food widoczny jest szczególnie tam, gdzie następuje masowy napływ ludności ze wsi do miast. Sprzedaż żywności na ulicy staje się często podstawowym zajęciem dla mieszkańców wsi, nieprzygotowanych do podjęcia innej pracy (Meksyk), ale także w sposób widoczny rośnie liczba konsumentów street food (Indie, Nigeria).
Jednym z najszybciej rosnących segmentów rynku jest sprzedaż jedzenia w food truckach.

## Kontrola sanitarna
Podstawowym problemem zdrowotnym, w przypadku gwałtownego rozwoju punktów sprzedaży street food pozostaje kontrola sanitarna tego typu produktów. Pierwsze próby kontroli sanitarnej punktów sprzedaży gotowej do spożycia żywności pojawiły się już w XIV wieku, we Florencji. W 1987 problemem higieny sprzedaży street food w krajach Trzeciego Świata zajął się na 33 sesji plenarnej Komitet Wykonawczy Codex Alimentarius. Współcześnie, w krajach wysoko rozwiniętych realizowane są programy edukacyjne skierowane do sprzedawców, ale także sprawuje się stały nadzór nad czystością i jakością produktów. Brak odpowiedniego nadzoru sprawia, że street food, dostępna w Indiach czy krajach afrykańskich zazwyczaj stwarza poważne zagrożenie zdrowotne dla konsumentów. W 2002 przeprowadzone w Ghanie badania Światowej Organizacji Zdrowia wykazały, że większość spośród 511 zbadanych punktów sprzedaży żywności nie spełnia podstawowych wymogów sanitarnych. Przykłady ulicznej sprzedaży potraw, która w niewielkim stopniu podlega urzędowym regulacjom i zasadom higieny można współcześnie spotkać na Filipinach.